# Отношение толерантности
Отношением толерантности (или просто толерантностью) на множестве {\displaystyle X} называется бинарное отношение, удовлетворяющее свойствам рефлексивности и симметричности, но не обязательно являющееся транзитивным. Таким образом, отношение эквивалентности является частным случаем толерантности.
В отличие от отношения эквивалентности, дающего разбиение множества элементов, на котором оно определено, на непересекающиеся подмножества, отношение толерантности даёт покрытие этого множества. Отношение толерантности используется, например, также при классификациях информации в базах знаний.

## Значение термина на содержательном уровне
На содержательном уровне толерантность означает следующее. Любой объект неразличим сам с собой (свойство рефлексивности), а сходство двух объектов не зависит от того, в каком порядке они сравниваются (свойство симметричности). Однако, если один объект сходен с другим, а этот другой — с третьим, то это вовсе не значит, что все три объекта схожи между собой (таким образом, свойство транзитивности может не выполняться).
Отношение толерантности часто используется для описания отношения сходства между реальными объектами, отношений знакомства или дружбы между людьми. Во всех этих случаях свойство транзитивности не предполагается обязательно быть выполненным. В самом деле, Иванов может быть знаком с Петровым, Петров — с Сидоровым, но при этом Иванов и Сидоров могут быть незнакомы между собой.
Толерантным также будет и отношение на множестве слов, при котором оно задаётся как наличие хотя бы одной общей буквы. В этом случае, например, в отношении находятся пересекающиеся слова кроссворда.